# 시궈화
시궈화(奚國華, 1951~)는 중국의 차이나모바일 전직 회장 겸 중국 신식산업부 부부장이다. 중국에서는 관료와 엔지니어 경영자 등 여러 방면에서 폭넓은 경험을 쌓은 인물로 통신업계 분야에서 경력을 이어온 전문가로 알려지고 있다.